# Ensenada (Guánica)
Ensenada es un barrio ubicado en el municipio de Guánica en el estado libre asociado de Puerto Rico. En el Censo de 2010 tenía una población de 1705 habitantes y una densidad poblacional de 628,75 personas por km².

## Geografía
Ensenada se encuentra ubicado en las coordenadas 17°58′2″N 66°55′42″O / 17.96722, -66.92833. Según la Oficina del Censo de los Estados Unidos, Ensenada tiene una superficie total de 2.71 km², de la cual 2.06 km² corresponden a tierra firme y (24.16%) 0.66 km² es agua.

## Demografía
Según el censo de 2010, había 1705 personas residiendo en Ensenada. La densidad de población era de 628,75 hab./km². De los 1705 habitantes, Ensenada estaba compuesto por el 90.15% blancos, el 3.93% eran afroamericanos, el 0.35% eran amerindios, el 4.57% eran de otras razas y el 1% pertenecían a dos o más razas. Del total de la población el 99.41% eran hispanos o latinos de cualquier raza.